# Prove You Wrong
Prove You Wrong (engl. Phrase: (ich) strafe dich Lügen) ist das dritte Studioalbum der amerikanischen Hardcore- / Metal-Band Prong. Es erschien am 24. September 1991 auf Epic Records.

## Musikstil
Auf dem Album treten die Hardcore-Einflüsse weiter in den Hintergrund, sind aber noch herauszuhören. Die Stücke werden als ein wenig melodischer als zuvor beschrieben. Viele Stücke sind groovige Midtempo-Nummern, mit Contradictions ist aber auch erneut ein sehr langsam gehaltenes, aber mit harten Gitarrenriffs versehenes Stück auf dem Album. Get a Grip (On Yourself) ist ein Cover von den Stranglers. Das im Original keyboardorientierte Stück wurde für die Gitarre umgeschrieben.

## Entstehungsgeschichte
Mit Troy Gregory ist ein neuer Bassist zu hören. Nach Aussage Tommy Victors war Mike Kirkland, Gregorys Vorgänger, der Band überdrüssig geworden. Allerdings bezeichnete ihn Victor auch als keinen „besonders guten Bassisten“. Aufgenommen wurde erneut mit Mark Dodson in einem Studio in Pennsylvania.
Musikvideos wurden für Unconditional und Pointless gedreht. Nach einer Europatour mit Treponem Pal im Frühjahr 1992 spielte die Band im Sommer des Jahres unter anderem als Headliner auf dem Dynamo Open Air in den Niederlanden.

## Texte
Das Instrumentalstück Territorial Rites, einen Monolog über den Krieg enthaltend, wurde bei den Live-Shows als erstes gespielt. Victor bezog es auf Konflikte in den USA wie auch auf die damaligen Ereignisse in Osteuropa oder dem ehemaligen Jugoslawien. Prove You Wrong ist gegen Leute gerichtet, die der Band dazu rieten kommerzieller zu werden. Victor sagte: „Wir lassen uns nicht beirren und so ist dieser Song zu verstehen. Eines Tages werden wir den Gegenbeweis antreten.“ No Way to Deny It richtet sich gegen schlechten Journalismus, etwa billig aufgemachte Nachrichtensendungen in den USA.

## Rezeption
Im Metal Hammer nannte Andrea Nieradzik Prove You Wrong die „wohl thrashigste Scheibe bis dato“. Ihr Fazit: „Nicht ganz so toll wie der Vorgänger aber immer noch gut genug.“ Sie vergab sechs von sieben Punkten. Das Album erreichte mit einer Durchschnittsnote von 4,6 den zwölften Platz im „Soundcheck“ der Redakteure. Markus Müller im damaligen Rock Hard sah die Band von Voivod und Soundgarden beeinflusst, mit denen sie für das Vorgängeralbum getourt hatte. Er erkannte aber auch eine eigene Identität, „ja fast ein neuer Stil“, der entstanden sei. Er vergab neun von zehn Punkten. Das Album erreichte den fünften Platz der damaligen monatlichen „Redaktionscharts“. In einer späteren Rezension sah Michael Rensen auf rockhard.de auf dem Album „haufenweise gutklassige Songs“, „die wenig von der monotonen Stupidität der meisten Konkurrenzbands haben.“ Bei Allmusic.com schrieb Eduardo Rivadavia, dem Album fehle ein wenig der Zündfunke des Vorgängers. Einige Songs seien wie Unconditional und Pointless seien eingängig, wenn auch repetitiv, was aber nicht unbedingt eine schlechte Sache sei. Vier von fünf Sternen wurden vergeben.

## Titelliste
1. Irrelevant Thoughts – 2:37 (Parsons, Victor)
2. Unconditional – 4:45 (Troy Gregory, Victor)
3. Positively Blind – 2:43 (Victor)
4. Prove You Wrong – 3:31  (Gregory, Victor)
5. Hell If I Could – 4:00  (Gregory, Victor)
6. Pointless – 3:07  (Prong)
7. Contradictions – 4:10  (Victor)
8. Torn Between – 3:11  (Gregory, Victor)
9. Brainwave – 3:01  (Victor)
10. Territorial Rites – 3:31  (Prong)
11. Get a Grip (On Yourself) – 3:05  (Hugh Cornwell)
12. Shouldn't Have Bothered – 2:39  (Victor)
13. No Way to Deny It – 4:41  (Victor)

## Artwork
Wie schon Beg to Differ weist das Album eine Covergestaltung des bekannten Untergrundkünstlers Brian Schroeder alias Pushead auf. Sie zeigt unter anderem eine Installation aus dem dreizackähnlichen Logo der Band. Es soll die Zahl drei dargestellt werden. Im Innencover sind Bilder von Hiroshima, dem „absoluten Nullpunkt“ und einem buddhistischen Tempel angeordnet. Sie sollen „die Probleme und Vergänglichkeit der Menschheit symbolisieren.“ Der Künstler bekam das Album vorher zu hören und machte danach seinen Entwurf.